# اعتراضات ۱۴۰۴ نانوایان

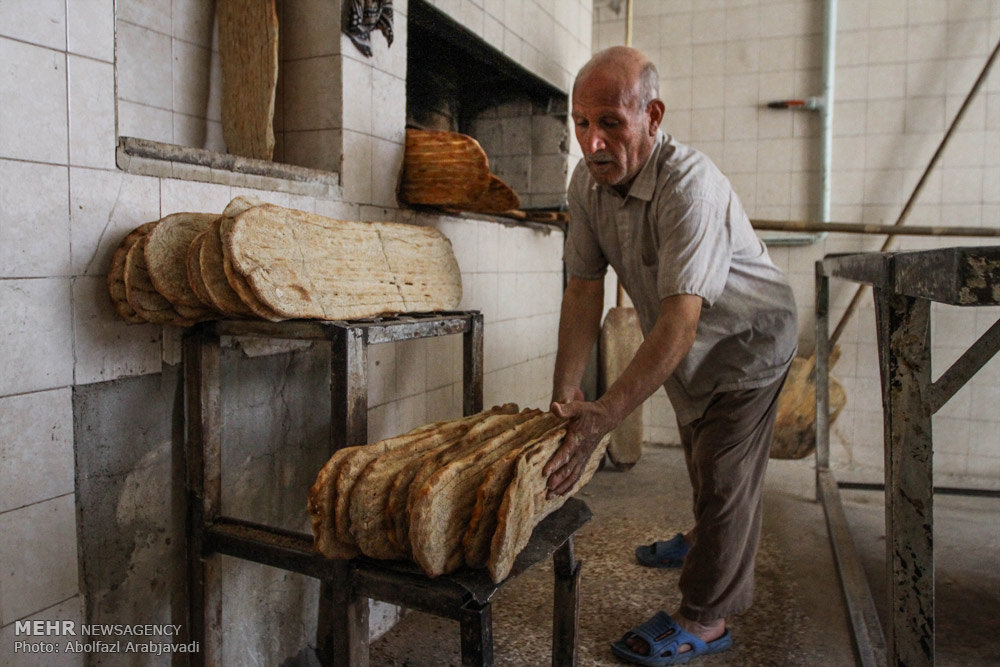
نانوایی در ایران

در طول ماه اردیبهشت ۱۴۰۴، گروه‌هایی از نانوایان در شهرهای مختلف ایران در برابر دفاتر ادارات دولتی تجمع کردند. این تجمعات در اعتراض به مشکلات اقتصادی، افزایش هزینه‌های تولید نان، تأخیر در پرداخت یارانه‌ها، و کاهش سهمیه آرد صورت گرفت. نانوایان معترض همچنین سوء مدیریت مسئولان جمهوری اسلامی در نظام توزیع آرد و سیاست‌گذاری‌های اقتصادی مرتبط با صنف خود را از عوامل اصلی زیان‌های مالی گسترده عنوان کرده‌اند. برخی از نانوایان معترض و نهادهای صنفی، رهبر جمهوری اسلامی، علی خامنه‌ای را به دلیل حمایت از سیاست‌های اقتصادی دولت و عدم پاسخگویی به مطالبات صنفی، مورد انتقاد قرار داده‌اند.

## دلایل اعتراض
نانوایان در ایران به دلیل چندین عامل ناشی از عملکرد ناکارآمد دولت، با آسیب‌های جدی در معیشت خود مواجه هستند - محدودیت قیمت نان و عدم پرداخت یارانهها توسط دولت، افزایش هزینه‌های تولید به دلیل افزایش قیمت آب، برق و گاز، قیمت بالای مواد اولیه و همچنین کاهش درآمدها.
دلیل دیگری که باعث زیان‌های اقتصادی برای نانوایان می‌شود، بحران شدید انرژی در ایران است که از جمله دلایل آن می‌توان به بی‌توجهی دولت به زیرساخت‌ها، سرقت برق به صورت غیرقانونی بدون اعمال قانون و موارد دیگر اشاره کرد. شهروندان ایران به‌طور کلی از قطعی‌های مکرر برق بدون اطلاع قبلی رنج می‌برند که به شکل قابل توجهی بر روال زندگی روزمره آنها تأثیر می‌گذارد. قطعی‌های برق مانع از آن می‌شود که نانوایان خمیر را در تنورها قرار دهند و در نتیجه مجبور می‌شوند مقادیر زیادی از خمیر آسیب‌دیده را دور بریزند.

## اعتراضات
در طول ماه اردیبهشت، نانوایان در شهرهای مختلف سراسر ایران از جمله قم، مشهد، اصفهان و دیگر شهرها در مقابل استانداری‌ها یا فرمانداری‌ها تجمع کردند و خواستار بهبود وضعیت نانوایان شدند. نانوایان در ایران اعتراضات خود را نسبت به خسارت‌های اقتصادی سنگینی که ناشی از سوء مدیریت حکومت خامنه ای متحمل می‌شوند آغاز کرده‌اند و از جمله خواستار آن هستند که به آنها اجازه داده شود قیمت‌های نان را متناسب با افزایش هزینه‌های تولید، افزایش دهند.
نانوایان در این تجمعات با پلاکاردهایی با شعارهایی چون «ما نانوا هستیم، نه برده، صدای ما را بشنوید», «خادم ملت هستیم، نوکر دولت نیستیم»، «وعده و وعید کافیه، سفره ما خالیه» حضور یافتند. علاوه بر این، در جریان این اعتراضات نانوایان زیادی دیده شدند که نارضایتی خود را از مقدار خمیری که به‌دلیل قطعی برق خراب شده، ابراز می‌کردند. برای مثال، یک نانوای ناراضی که از خراب شدن مقدار زیادی خمیر به دلیل قطعی برق خشمگین بود، در حالی فیلمبرداری شد که خمیر آسیب‌دیده را به سمت ساختمان اداره برق پرتاب می‌کرد.

### ۷ خرداد
در شهر قم نانوایان در واکنش به اضافه شدن ناگهانی قیمت آرد و نان و حق بیمه تجمع اعتراضی برپا کرده و هشدار دادند که در صورت عدم رسیدگی به مطالبات‌شان اعتراضات خود را گسترش خواهند داد.

### ۱۰ خرداد
در اصفهان جمعی از نانوایان در اعتراض به عملکرد سامانه “نانینو”، افزایش قیمت آرد و عدم واریز یارانه‌های خود در برابر استانداری تجمع اعتراضی برپا کردند.

### ۱۴ خرداد
به دنبال قطع برق در ایلام یکی از نانوایان در اقدامی اعتراضی خمیرها را در جلو استانداری ایلام تخلیه کرد و این حرکت باعث بازداشت وی توسط نیروهای امنیتی شد.

### ۱۷ تیر
بنابر گزارش شورای بازنشستگان ایران، در رشت جمعی از نانوایان در اعتراض به تاخیر نانینو در پرداخت وجه نان و همچنین محدودیت‌هایی که برای نانوایان ایجاد کرده است در ساختمان اتحادیه نانوایان این شهرستان و در جلو ساختمان فرمانداری تجمع اعتراضی برپا کردند. معترضان هشدار دادند در صورت عدم رسیدگی به اعتراض آنها احتمالا اعتصاب به کل استان گسترش پیدا کند.

### ۲۱ تیر
در تهران، نانوایان به علت عدم رسیدگی به مطالبات‌شان تجمع اعتراضی برپا کردند. نرخ نان در استان‌های همدان، قم، خراسان رضوی و گیلان تا ۵۲ درصد افزایش پیدا کرد. این در حالی است که افزایش قیمت نان به شدت خانواده های کم درآمد را زیر فشار خواهد برد چرا که نان غذای اصلی آنها را تشکیل میدهد. از طرفی محمد جواد کرمی رئیس کارگروه آرد و نان، اعلام کرد که به‌زودی با قیمت جدید نان در تهران مواجه خواهیم بود.

### ۲۹ تیر
گروهی از نانوایان شهر اصفهان در اعتراض به مشکلات اقتصادی و حرفه‌ای خود تجمع کردند. این تجمع در مقابل اداره کل غله و خدمات بازرگانی استان اصفهان برگزار شد. دلایل اصلی اعتراض شامل کمبود سهمیه آرد، تأخیر در پرداخت مطالبات یارانه‌ای و اعمال نظارت‌های نامتعارف بود.

### ۱ مرداد
بنابر گزارش شبکه‌ اجتماعی «اعتراض مدنی بازار» یک نانوای معترض گفت: «برق ساعت شش تا هشت قطع شد. خمیر آماده بود، ولی دستگاه خوابید. با نور گوشی نان پختیم، با دست دستگاه رو هل دادیم.» او میگوید، نان شکم گرسنه را سیر میکند در فرهنگ ما نان مقدس است و تاوان دارد.

### ۶ مرداد
در تهران جمعی از نانوایان نسبت به بی‌توجهی به وضعیت معیشتی، شرایط بحرانی تأمین آرد و عدم پرداخت کمک‌هزینه‌ها در برابر اتحادیه نانوایان تجمع اعتراضی برپا کردند. معترضان در حالی‌که شعار میدادند: «نانیتو، بزرگترین دشمن نانوایان»، «کمک هزینه نانوا کجاست؟»، «نانوایی، در معرض نابودی»، گفتند که بقای نانوایی‌ها در معرض خطر قرار گرفته است.

## شعارها
- «خادم ملت هستیم/ نوکر دولت نیستیم»[۲۳]
- «وعده وعید کافیه/ سفره ما خالیه»[۲۳]
- «ما نانوا هستیم، نه برده»[۲۴]